# Турнир Долины Фей
«Турнир Долины Фей» (англ. Pixie Hollow Games) — короткометражный компьютерный мультфильм 2011 года, созданный студией DisneyToon Studios на основе бренда Disney Fairies. Сюжет основан на приключениях садовых фей Хлои и Розетты, отправившихся на грандиозный Турнир Долины Фей — спортивные соревнования, в которых принимают участие все команды Нетландии.

## Сюжет
В Нетландии готовится Турнир долины фей. Молодая фея садов Хлоя горит желанием поучаствовать, но другие не разделяют её желания. В первую очередь потому, что феи садов всегда проигрывают в первом же туре. Но Хлое все равно. С помощью жребия ей в напарницы выбирают Розетту — фею, которая не любит грязь и панически её боится. В первом туре (прыжки на лягушках) они за счет того, что феи здоровья не добрались до финиша, приходят предпоследними и выходят во второй тур. Феи здоровья выбывают. Побеждают феи животных, опередив предыдущих победителей турнира — фей грозы. Другие феи садов поражены таким успехом и поверили в Хлою, но злы на Розетту, ведь из-за неё они только предпоследние, хотя могли и победить. Хлоя защитила Розетту, и в последующих турах они хорошо выступили, но в предпоследнем испытании они шли первыми и только то, что на последнем рубеже тура Розетта не хотела скользить по грязи вниз, помешало им остаться на вершине пьедестала, и они приходят четвёртыми. Самовлюбленный эльф грозы Рокот (который и победил в туре) обсмеивает фей садов и говорит, что эта неудача войдёт в историю.
Видя Хлою, которая больше всех расстроена, Розетта решает выиграть турнир. На последний тур она придумывает план, как выиграть. В ходе заезда на самодельных болидах, феи быстрого полёта и хранители пыльцы выбыли из заезда, пожелав сократить дорогу. На последнем рубеже феи грозы были первые, но Розетта по плану повернула на третий срез дороги — гору грязи. И феи цветов вышли вперед. Однако Рокот, не желая проигрывать, в туннеле применяет способности, и у болида фей садов отлетает колесо. Феи грозы приходят к финишу первыми. Розетта и Хлоя расстроены, но все-таки решают дойти до финиша, докатив болид собственноручно. Они приходят к финишу, где Рокот уже празднует успех, но Королева Кларион объявляет, что победили феи садов. Рокот возмущён, однако Королева говорит ему, что добраться до финиша должна вся команда. Оказывается, напарница Рокота, которая была поражена его поступком в туннеле, слезла с болида до финиша. Все ликуют: это первая победа фей садов за много лет.

## В ролях
| Актёр            | Роль             |
| ---------------- | ---------------- |
| Меган Хилти      | Розетта          |
| Бренда Сонг      | Хлоя             |
| Джейсон Долли    | Рокот            |
| Зендая           | Ферн             |
| Мэй Уитман       | Динь-Динь        |
| Люси Лью         | Серебрянка       |
| Рэйвен-Симоне    | Иридесса         |
| Анджела Бартис   | Фауна            |
| Памела Эдлон     | Видия            |
| Джефф Беннетт    | Клэнк            |
| Роб Полсен       | Боббл            |
| Кэри Уолгрен     | Ива              |
| Анжелика Хьюстон | королева Клэрион |

## Роли дублировали
| Актёр               | Роль             |
| ------------------- | ---------------- |
| Ирина Рахманова     | Розетта          |
| Екатерина Фролова   | Хлоя             |
| Анжела Белянская    | Ферн             |
| Анна Бегунова       | Динь-Динь        |
| Ольга Арнтгольц     | Серебрянка       |
| Мария Фортунатова   | Иридесса         |
| Анастасия Цветаева  | Фауна            |
| Елена Великанова    | Видия            |
| Александр Стефанцов | Клэнк            |
| Олег Анищенко       | Боббл            |
| Юлия Довганишина    | Ива              |
| Оксана Фёдорова     | королева Клэрион |